# Titularbistum Árd Sratha
Árd Sratha (neu-ir. Ard Sratha, lat. Dioecesis Ardstratensis) ist ein in Titularbistum der römisch-katholischen Kirche. 
Es knüpft an den einstigen Bischofssitz im Ort Ardstraw an, der in der Grafschaft Tyrone, Provinz Ulster, Nordirland, liegt. Das Bistum gehörte der Kirchenprovinz Armagh an.
Auf dem Friedhof befinden sich noch Überreste der im 6. Jahrhundert erbauten einstigen Bischofskirche. 
| Titularbischöfe von Árd Sratha |                                                      |                                     |                   |                 |
| Nr.                            | Name                                                 | Amt                                 | von               | bis             |
| 1                              | Edward Dennis Head                                   | Weihbischof in New York (USA)       | 27. Januar 1970   | 23. Januar 1973 |
| 2                              | Joseph Wang Yu-jung                                  | Weihbischof in Taipei (Taiwan)      | 1. Juli 1975      | 25. Juni 1986   |
| 3                              | Karl Reger                                           | Weihbischof in Aachen (Deutschland) | 23. Dezember 1986 | 27. März 2024   |
| 4                              | Séamus Patrick Horgan Titularerzbischof pro hac vice | Apostolischer Nuntius               | 14. Mai 2024      |                 |